# Корнилов, Пётр Евгеньевич
Пётр Евге́ньевич Корни́лов (1896, Симбирск, Российская империя — 1981, Ленинград, СССР) — советский историк искусства и библиофил, коллекционер рисунков, акварелей русских художников конца XIX — начала XX века. Кандидат искусствоведения, профессор. Организатор охраны памятников культуры в Татарстане, практик и знаток музейного дела. Член Ленинградского общества библиофилов.

## Биография
Корнилов Петр Евгеньевич учился в Казани, в 1-м реальном училище, в котором преподавал рисунок П. М. Дульский.
В 1922 году Корнилов уезжает в Петроград, учится в университете.
В 1925 году возвратился в Казань, поступил на работу в Центральный музей Татарской АССР, где заведовал отделом древнерусского искусства. В 1925 году провёл в этом музее выставку «Рисунки и гравюры Д. И. Митрохина», в 1926-м — «В. А. Фаворский», в 1927-м — «Графика И. Ф. Рерберга». Во всех этих изданиях Корнилов был инициатором и основным автором; ему принадлежат около двухсот работ, посвящённых графике.
В 1921—1930 гг. возглавлял библиографическое бюро Отдела библиографии Казанского государственного издательства, работал в Центральном музее Татарской АССР в отделе древнерусского искусства.

«В Казань вернулся в январе 1921-го года, в марте вошел в жизнь. Стал работать в музее и был привлечен в редакцию журнала „Казанский музейный вестник“».

К этим коротким автобиографическим сведениям Корнилова служит ценным дополнением отрывок статьи Дульского «Казанские современные графики»; он пишет, что Корнилов чувствует искусство и полезными советами помогает казанским графикам, снабжает вступительными статьями к их изданиям и знакомит с новинками столичной графики, до которой сам большой охотник. Корнилов собирает любовно и обладает довольно ценной коллекцией. Переехав в Ленинград, Корнилов не прерывал связи с Казанью и её художественной жизнью.
С 1932 г. работал в Государственном Русском музее, затем в Научно-исследовательском музее Академии художеств.
Во время Великой Отечественной войны являлся редактором издательства «Искусство».
Преподавал в Институте живописи, скульптуры и архитектуры им. И. Е. Репина, заведовал кафедрой истории искусства Высшего художественно-промышленного училища им. В. И. Мухиной. Для его библиотеки лучшие графики страны изготовили более сотни экслибрисов.
В коллекции Корнилова были собраны этюды И. Е. Репина, В. Д. Поленова, пейзажи И. И. Левитана, М. В. Нестерова, рисунки Н. Н. Ге, П. А. Федотова, Б. М. Кустодиева, К. С. Петрова-Водкина, А. Н. Бенуа, М. В. Добужинского, Е. Е. Лансере, К. А. Сомова и многих других художников. Пётр Евгеньевич Корнилов всю свою коллекцию подарил Ленинграду, Государственному Русскому музею.

## Корнилов как искусствовед и коллекционер
Изучение, блистательное знание материала, продукции, произведений русских мастеров гравюры дореволюционной и затем советской эпохи в лице П. Я. Корнилова сочеталось всегда с глубоким знанием личности и творчества самих живых людей, творцов гравюрных листов. Такие вошедшие в историю искусства крупнейшие мастера, как И. Н. Павлов, А. П. Остроумова-Лебедева, П. А. Шиллинговский, были личными друзьями П. Е. Корнилова, оставили о нём в печати отзывы, высоко оценивающие его деятельность. Работающий как мастер рисунка и книги К. И. Рудаков был ещё более близким П. Е. Корнилову другом. Но быть знатоком, даже первым в своей области, для специалиста мало. В деятельности П. Е. Корнилова важное место занимает его «Арзамасская школа живописи», исследование, которым П. Е. Корнилов восполнил одно из пустых мест в нашей общей истории художественной культуры XIX века; подлинное открытие ценности, мимо чего не может пройти в будущем ни один историк русского искусства.

Известный деятель ГДР, доктор Лотар Больц, в беседе со мной определил главное качество П. Е. Корнилова словами «он добрый». Это удивительно верно в общественном и личном плане многосторонней жизни П. Е. Корнилова. Но я тут же подумал, что у нас в древнем языке слово «добрый» совпадало с понятием «доблестный». О «доблестном» труде говорят у нас. И если говорить о «доблести» труда и творчества советского искусствоведа и деятеля, то на одно из первых мест встанет, несомненно, имя П. Е. Корнилова. Его творческий путь в течение такой долгой и славной эпохи, как наша, мною может быть характеризован только обобщённо, можно сказать — общественно и методологически. Что о П. Е. Корнилове можно написать монографию, у меня сомнений нет. Хотелось бы это обобщение дать по иному. Мы называем свою науку искусствознанием. Как раз и надо сразу подчеркнуть, что П. Е. Корнилов — несравненный знаток в той области — в целом необъятного материала изобразительного искусства, которую он себе избрал: в области истории русской гравюры. Особенно новой. После Д. А. Ровинского (и, может быть, В. Я. Адарюкова) именно П. Е. Корнилов — лучший у нас специалист в этой большой и прекрасной сфере. Перечислять его печатные труды, указывать на его деятельность как заведующего в течение ряда лет отделом графики Русского музея, вновь не может быть задачей этого краткого слова…
Имя П. Е. Корнилова в историографии нашей науки вписано уже навечно. Но быть знатоком и открывателем нового — ещё не все. В лице П. Е. Корнилова мы имеем общественного деятеля искусства, замечательного собирателя и устроителя выставок своих собраний во многих центрах нашей страны, пропагандиста, популяризатора, просветителя, равного которому у нас нет…
— Сидоров, Алексей Алексеевич
Известен также богатым и уникальным разделом своей коллекции — Ленинианой. Основную часть Ленинианы составляют более пятисот графических листов: гравюры на дереве, линолеуме, металле, литографии, рисунки. Их дополняют около пятидесяти скульптур из фарфора и бронзы, среди которых есть произведения Н. Андреева, Н. Томского, М. Манизера и других крупнейших художников-ваятелей; а также по той же теме — медали, рельефы, значки, марки, плакаты.

## Семья
Сын — архитектор Игорь Петрович Корнилов (1926—1987).
Внучка — Наталья Игоревна Корнилова (р. 1952), художник-график. Окончила Институт живописи, скульптуры и архитектуры им. И. Е. Репина а 1976 году. Училась на графическом факультете в мастерской профессора Г. Д. Епифанова. Член Союза художников РСФСР с 1982 г. Замужем за художником Андреем Александровичем Харшаком (р. 1950).
Правнук — Дмитрий Андреевич Харшак (р. 1977) — дизайнер, доцент НИУ ВШЭ, руководитель Школы дизайна НИУ ВШЭ — Санкт-Петербург, учредитель и главный редактор журнала «Проектор».

## Публикации (выборочно)
- Корнилов П. Е. Арзамасская школа живописи первой половины XIX века / П. Корнилов. — Л.; М. : Искусство, 1947. — 215 с., 6 л. ил. : ил.
- Корнилов П. Е. Офорт в России XVII—XX веков : Краткий очерк / П. Е. Корнилов. — М. : Изд-во Академии художеств СССР, 1953. — 144 с. — OCLC 10317971.
- К. С. Петров-Водкин. Вступительная статья: И. В. Гинзбург, П. Е. Корнилов. Биография с иллюстрациями каталога выставки — Л.: ЛОСХ, 1947.

## Источник
Цитаты приводятся по оригинальным документам из частной коллекции. Материал предоставлен библиографом и библиофилом Ю. И. Аксёнцевым.